# Felthorpe
Felthorpe – wieś w Anglii, w hrabstwie Norfolk, w dystrykcie Broadland. Leży 12 km na północny zachód od Norwich i 163 km na północny wschód od Londynu.
Miejscowość liczy 710 mieszkańców.